# Oak Hill (Ohio)
Oak Hill è un villaggio degli Stati Uniti d'America, situato nello stato dell'Ohio, nella contea di Jackson.